# أوزفالدو أكينو
أوزفالدو أكينو (بالإسبانية: Osvaldo Aquino)‏ (28 يناير 1952 بسان لورينزو في باراغواي - ) هو مدرب كرة قدم ولاعب كرة قدم باراغواياني في مركز الوسط. شارك مع منتخب باراغواي لكرة القدم. أما مع النوادي، فقد لعب مع أوليمبيا أسونسيون وClub Cerro Corá ‏ وClub Sportivo San Lorenzo ‏ ونادي غواراني (نادي كرة قدم).

## وصلات خارجية
- أوزفالدو أكينو على موقع الاتحاد الأوربي (الإنجليزية)
- أوزفالدو أكينو على موقع قاعدة بيانات كرة القدم.إي يو (الإنجليزية)
- أوزفالدو أكينو على موقع ناشيونال فوتبول تيمز (الإنجليزية)